# Шютрумпф, Рудольф
Рудольф Шютрумпф (нем. Rudolf Schütrumpf; 30 сентября 1909, Франкфурт-на-Майне, Германская империя — 27 апреля 1986, Кёльн) — немецкий палинолог, руководящий сотрудник Аненербе, оберштурмфюрер СС.

## Биография
Сын машиниста. Изучал ботанику, химию, зоологию и геологию во Франкфуртском университете и Инсбрукском университете. Проводил исследования в области геологии болот и анализа пыльцы в ходе раскопок охотничьей стоянки позднего ледникового периода в Майендорфе близ Гамбурга.

## Карьера при нацистах
В 1933 году вступил в НСДАП и СА. В 1936 году защитил кандидатскую диссертацию по истории болот и лесов Люнебургской пустоши. После этого продолжал исследования в районе Гамбурга и в Бранденбурге. С апреля 1938 года возглавил Исследовательское управление по естественной праистории Аненербе. Осуществлял палинологический анализ проб из произведённых СС раскопок. Возглавлял Исследовательский отдел естествознания доисторического периода Аненербе.
В 1939 году был призван в армию. В 1940 году вступил в СС. В годы Второй мировой войны работал в Энтомологическом институте в концентрационном лагере Дахау. С 10 марта 1943 года сотрудник учебно-исследовательского отдела энтомологии и борьбы с паразитами Аненербе. В 1944—1945 гг. заместитель лагерного врача в Дахау, где для опытов использовал заключённых. В 1945 году попал в плен.

## После войны
После освобождения был директором музея в Шлезвиге. В 1958 году организовал лабораторию истории вегетации и анализа пыльцы в Институте древней и ранней истории Кёльнского университета. С 1961 года член-корреспондент Германского археологического института. В 1969 г. защитил докторскую диссертацию, с 1970 г. экстраординарный профессор. В 1974—1977 гг. председатель Германского общества древней и ранней истории.

## Сочинения
- Paläobotanisch-pollenanalytische Untersuchungen der paläolithischen Rentierjägerfundstätte von Meiendorf bei Hamburg. Wachholtz, Neumünster 1936, Dissertation.
- Die Nacheiszeit. Moore, Wälder, Tiere und Kultur. Flemming, Hamburg [1953].
- Die Moore Schleswig-Holsteins. Mit Karte 1:500 000 aus dem Deutschen Planungsatlas, Band Schleswig-Holstein. Geologisches Landesamt Schleswig-Holstein, Kiel 1956.
- (mit Alfred Rust) Die jungpaläolothischen Zeltanlagen von Ahrensburg. Wachholtz, 1958.
- (mit Karl Gripp)Frühe Menschheit und Umwelt: Band I. Archäologische Beiträge. Böhlau, Köln Wien 1970: Band II. Naturwissenschaftliche Beiträge. Böhlau, Köln Graz 1967.
- (mit Hans Reichstein)Palynologische und säugetierkundliche Untersuchungen zum Siedlungsplatz Hüde I am Dümmer, Landkreis Diepholz. Wachholtz, Neumünster 1988.